# “百年邮电”陈列馆
“百年邮电”陈列馆，位于安徽省合肥市肥东县长临河镇东街，是长临河古镇博物馆群的重要组成部分。晚清时为淮军将领吴毓芬、吴毓兰兄弟宅邸。民国初年建为邮政局，是肥东县最早的三个邮政局之一。陈列馆陈展面积近500平方米。2018年被公布为第六批合肥市文物保护单位。